# Dirona albolineata
Espèce
Dirona albolineata est une espèce de Nudibranches de la famille des Dironidae. C'est une limace de mer.
L'espèce a été décrite pour la première fois en 1905 par le malacologiste américain Frank Mace MacFarland (1869-1951).